# 兰瑞肽
兰瑞肽（INN）是一种用于治疗肢端肥大症以及神经内分泌肿瘤引发的综合征（特别是针对类癌瘤综合征）的药物。它与奥曲肽类似，是长效的生长激素抑制素八肽类似物。
兰瑞肽（比如醋酸兰瑞肽）是由易普森公司制造，并以索马杜林的商品名销售。它在多个国家得以使用，包括英国、澳大利亚和加拿大等，而且它在2007年8月30日被美国食品药品监督管理局（FDA）批准得以在美国销售。 中华人民共和国于2002年3月14日批准该药上市。

## 药理学
兰瑞肽人工合成的生长激素抑制素类似物，因此就对多种激素产生抑制作用，其中包括生长激素、促甲状腺激素（TSH）、胰岛素以及胰高血糖素。兰瑞肽与生长激素抑制素相似，通过受体发挥作用。它对外周生长抑素受体具有更高的亲和力，相似的活性，对中枢神经亲和性较弱。虽然生长激素抑制素在体内数分钟便会分解， 兰瑞肽衰减期更长，因此产生更长效的作用。
兰瑞肽的功效还未被完全研究透彻，试验与实际的效果相差较大。

## 适应症
兰瑞肽用于治疗肢端肥大症，针对垂体和非垂体增生引发的激素分泌瘤，治疗 神经内分泌肿瘤，特别是良性肿瘤和 VIP肿瘤引发的综合征。在美国和加拿大，兰瑞肽只用于治疗肢端肥大症。在英国，兰瑞肽也可用于治疗促甲状腺腺瘤（一种罕见的生长于分泌TSH的脑下垂体的肿瘤）。
有趣的是，兰瑞肽对非内分泌肿瘤同样有抑制性，因此，与其他生长激素抑制素都以成为广泛抗癌药物的可能性而被研究。

## 副作用
兰瑞肽疗法中最主要的副作用是对注射部位有轻度疼痛以及对胃肠道的的扰乱，例如，腹泻、恶心、呕吐等。在某些病例中出现了因长期使用兰瑞肽而造成了胆结石。

## 制剂
兰瑞肽可有两种剂型：一种是缓释剂型（以“索马杜林LA”为商品名销售），需要每10到14天进行一次肌肉注射 ；另一种是长效剂型（以索马杜林 Depot为商品名销售），只需每月给药一次。

## 优势
兰瑞肽适用于长期治疗对于手术和放射疗法不应答或不适合的肢端肥大症患者。兰瑞肽是目前研制成功的第一个生长抑素类缓释制剂，每月只需注射2次，患者更容易接受。